# Pernegg

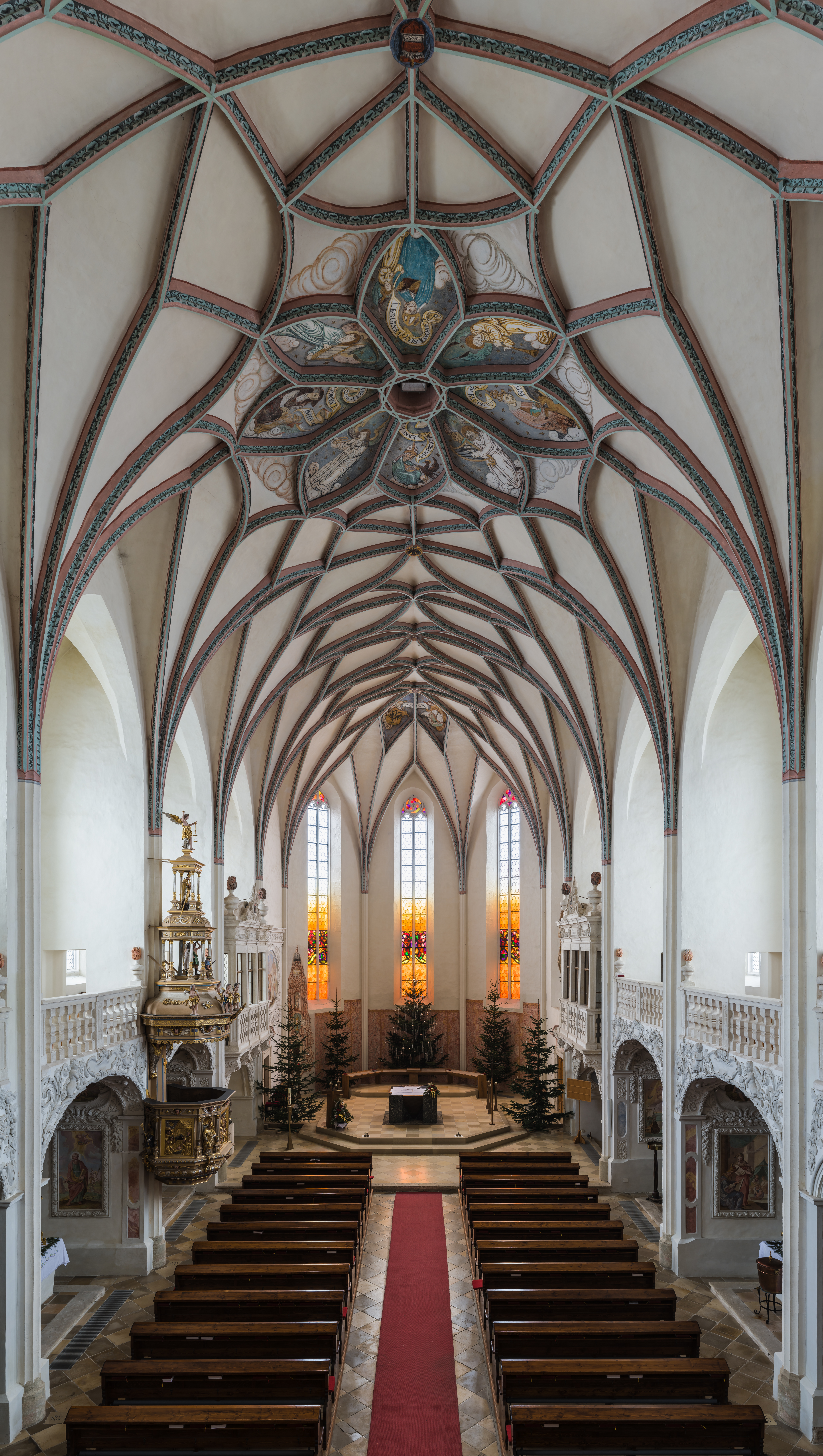
Intérieur de l'église de la paroisse de Pernegg.

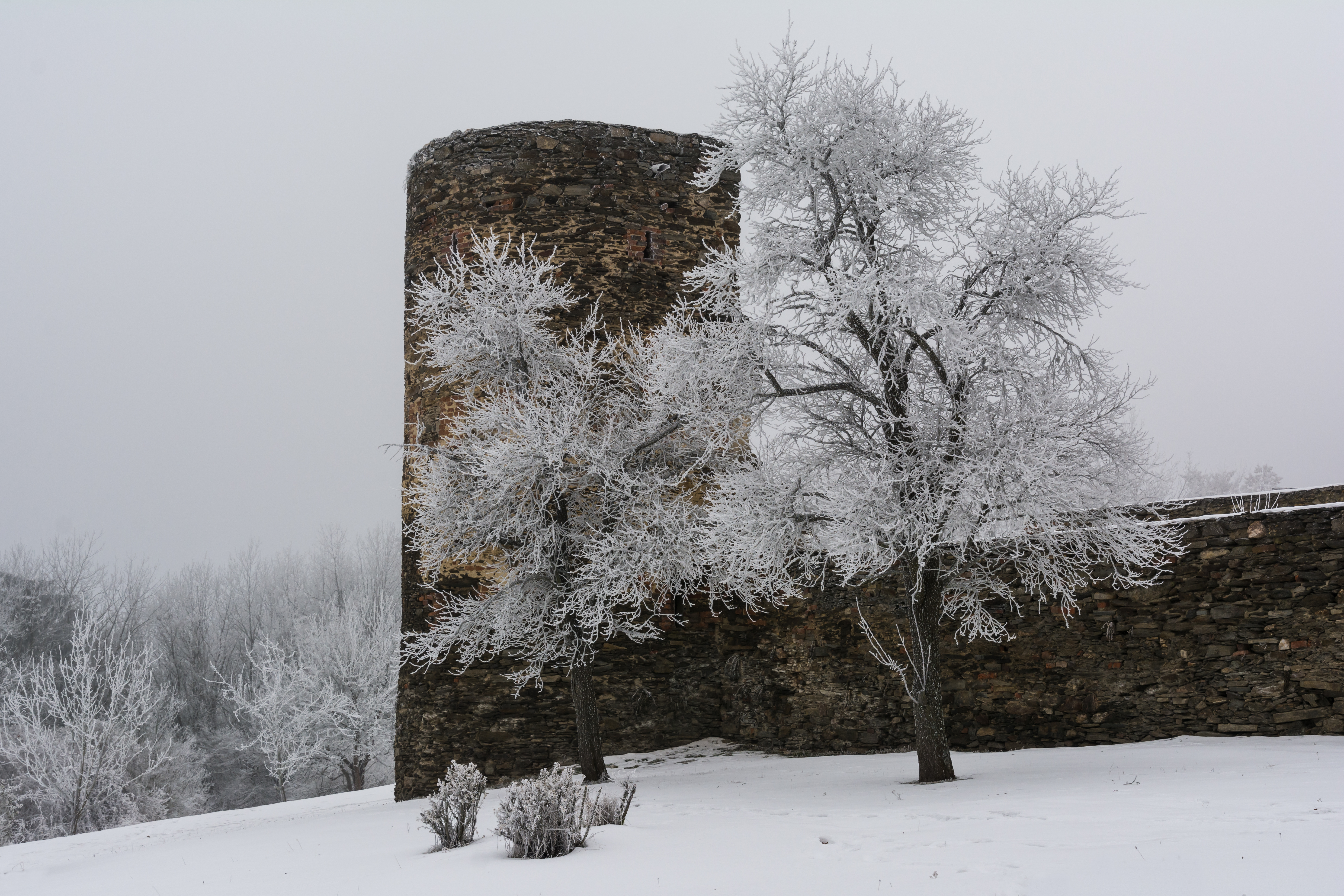
Tour d'un monastère à Pernegg. Janvier 2017.

Pernegg est une commune autrichienne du district de Horn en Basse-Autriche.

## Jumelage
- Schwentinental (Allemagne) depuis le 10 avril 1987